# Слагалица страве (франшиза)
Слагалица страве (енгл. Saw) јесте америчка медијска хорор франшиза коју су створили аустралијски филмски ствараоци Џејмс Вон и Ли Ванел. Франшиза се састоји од десет дугометражних филмова и додатних медија. У првих осам филмова као и у десетом филму у серијалу радња се првенствено врти око измишљеног масовног убице Џона Крејмера, који је такође познат под надимком Џигсо (енгл. Jigsaw; у дословном преводу „слагалица” или „тестера”), док се девети филм фокусира на другог убицу који подсећа на Крејмера. Џон Крејмер је површно представљен у првом филму, а више о његовом лику и прошлости сазнаје се у Слагалици страве 2 и наредним филмовима. За разлику од већине других убица, Крејмер своје жртве не убија одмах већ их приморава да учествују у његовим „играма” или „тестовима”. Игру могу сачињавати различите замке или неке друге одређене ситуације које су пропраћене физичким или психолошким мучењем. Поента „игара” по Крејмеру је да оне испитају колико је жртва вољна да пропати како би наставила да живи, тј. колико учесници „игара” заиста цене своје животе. Уколико учесник положи његов „тест”, по Крејмеру, он се искупио и може наставити свој живот. Иако је Крејмер убијен на крају трећег дела, у наредним филмовима је настављена прича о њему — о његовом утицају на своје следбенике и о његовој прошлости што је рађено повеликом употребом флешбекова по чему је читав серијал такође остао препознатљив.
Вон и Ванел су 2003. направили кратки филм како би представили концепт планираног дугометражног филма заинтересованим продуцентским кућама. Сценарио су написали још 2001. Међутим, након бројних неуспешних покушаја, нису успели да добију потребна средства у родној Аустралији. Срећом, пошто је неколико америчких продуцената изразило интересовање за пројекат, Вон и Ванел су отишли у Сједињене Државе с надом да ће успети снимити филм. Испоставило се да је та одлука била пун погодак и 2004. Слагалица страве је приказана најпре на Филмском фестивалу Санденс а потом у биоскопима у октобру исте године у дистрибуцији студија Lionsgate. Филм је доживео огроман успех и недуго затим је договорено снимање наставка. Укупно је шест редитеља радило на серијалу: Џејмс Вон, Дарен Лин Баузман, Дејвид Хакл, Кевин Гретерт и Питер и Мајкл Спириг док су Ванел, Баузман, Патрик Мелтон, Маркус Данстан, Џош Столберг и Питер Голдфингер били сценаристи. Од 2004. до 2010. сваки филм је излазио последњег петка пред Ноћ вештица.
Дугогодишњи продуцент Марк Берг изјавио је 2010. да ће филм Слагалица страве 7 бити последњи у серијалу. Lionsgate је ипак изразио интересовање за настављање франшизе 2012. Осми наслов, Слагалица страве 8, изашао је у октобру 2017. а девето остварење, Спирала страха: Ново поглавље Слагалице страве, које представља спин-оф, издато је 2021. Десети филм, који је режирао Гретерт, објављен је у септембру 2023.
Ова франшиза је зарадила више од милијарду долара на благајнама и путем малопродаје широм света. Сваки филм у серијалу остварио је финансијски успех, премда је од критичара углавном добијао просечне и негативне оцене. Слагалица страве је једна од најпрофитабилнијих хорор франшиза свих времена. Иако су неки критичари филмове сврставали у посебан поджанр сплатера — тзв. torture porn, творци серијала нису сагласни с тим.
Успех који су остварили филмови довео је до стварања франшизе коју поред филмова чине и видео-игре, стрипови, играчке и тематски паркови.

## Филмови
| Име                                            | Датум изласка у САД | Редитељ           | Сценарио                        | Прича                                        | Продуценти                          |
| ---------------------------------------------- | ------------------- | ----------------- | ------------------------------- | -------------------------------------------- | ----------------------------------- |
| Слагалица страве                               | 29. октобар 2004.   | Џејмс Вон         | Ли Ванел                        | Џејмс Вон и Ли Ванел                         | Грег Хофман, Орен Коулз и Марк Берг |
| Слагалица страве 2                             | 28. октобар 2005.   | Дарен Лин Баузман | Ли Ванел и Дарен Лин Баузман    | Ли Ванел и Дарен Лин Баузман                 | Грег Хофман, Орен Коулз и Марк Берг |
| Слагалица страве 3                             | 27. октобар 2006.   | Дарен Лин Баузман | Ли Ванел                        | Џејмс Вон и Ли Ванел                         | Грег Хофман, Орен Коулз и Марк Берг |
| Слагалица страве 4                             | 26. октобар 2007.   | Дарен Лин Баузман | Патрик Мелтон и Маркус Данстан  | Патрик Мелтон, Маркус Данстан и Томас Фентон | Грег Хофман, Орен Коулз и Марк Берг |
| Слагалица страве 5                             | 24. октобар 2008.   | Дејвид Хакл       | Патрик Мелтон и Маркус Данстан  | Патрик Мелтон и Маркус Данстан               | Грег Хофман, Орен Коулз и Марк Берг |
| Слагалица страве 6                             | 23. октобар 2009.   | Кевин Гретерт     | Патрик Мелтон и Маркус Данстан  | Патрик Мелтон и Маркус Данстан               | Грег Хофман, Орен Коулз и Марк Берг |
| Слагалица страве 7                             | 29. октобар 2010.   | Кевин Гретерт     | Патрик Мелтон и Маркус Данстан  | Патрик Мелтон и Маркус Данстан               | Грег Хофман, Орен Коулз и Марк Берг |
| Слагалица страве 8                             | 27. октобар 2017.   | браћа Спириг      | Џош Столберг и Питер Голдфингер | Џош Столберг и Питер Голдфингер              | Грег Хофман, Орен Коулз и Марк Берг |
| Спирала страха: Ново поглавље Слагалице страве | 14. мај 2021.       | Дарен Лин Баузман | Џош Столберг и Питер Голдфингер | Џош Столберг и Питер Голдфингер              | Орен Коулз и Марк Берг              |
| Слагалица страве 10                            | 29. септембар 2023. | Кевин Гретерт     | Џош Столберг и Питер Голдфингер | Џош Столберг и Питер Голдфингер              | Орен Коулз и Марк Берг              |